# Gare du Mesnil-Villement-Pont-des-Vers
Pour les articles homonymes, voir Gare de Mesnil.
La gare du Mesnil-Villement-Pont-des-Vers était une gare ferroviaire française de la ligne de Falaise à Berjou, située à Pont-des-Vers sur le territoire de la commune du Mesnil-Villement dans le département du Calvados en région Normandie.
Elle est mise en service en 1874 par la Compagnie des chemins de fer normands et fermée en 1938 par la Société nationale des chemins de fer français (SNCF). Le bâtiment voyageurs a été détruit depuis.

## Situation ferroviaire
Établie à 65 mètres d'altitude, la gare du Mesnil-Villement-Pont-des-Vers était située au point kilométrique (PK) 20,8 de la ligne de Falaise à Berjou, entre les gares de Ménil-Vin et de Ménil-Hubert - Pont d'Ouilly.
La ligne a été déclassée du PK 3,727 au PK 23,557 par décret du 12 novembre 1954.

## Histoire
Le 6 mars 1874, l'ingénieur chargé du contrôle parcourt pour la première fois la totalité de la « ligne de Falaise à Berjou-Pont-d'Ouilly » à bord d'une locomotive. Il constate que les bâtiments et installations prévus dans les stations ont été réalisés par la Compagnie des chemins de fer normands.
Les premiers trains de voyageurs circulent le 15 avril 1874. Il y a trois dessertes de la gare de « Mesnil-Villement-Pont-des-Vers » : de Falaise à Berjou, à 6 h 32, 10 h 52 et 5 h 59, et de Berjou à Falaise, à 8 h 48, 12 h 46 et 8 h 11, il y a trois classes différentes.
Le 1er mars 1938, c'est la fin de la desserte voyageurs de la gare, du fait de la fermeture de la ligne à ce service ferroviaire par la SNCF. Les rails sont démontés par les Allemands pendant la Seconde Guerre mondiale, la ligne n'est pas rétablie après la fin du conflit. Le déclassement de la section de ligne passant par la gare est officialisé par le décret du 13 novembre 1954
Depuis sa fermeture, la gare du Mesnil-Villement a été détruite pour laisser place à un lotissement.